# ASAP Rocky
Rakim Mayers (* 3. října 1988, New York, Spojené státy), spíše známý jako A$AP Rocky, je americký rapper. Nejdříve proslul ve skupině A$AP Mob, a od roku 2011 je také na sólové dráze u labelu Polo Grounds (pod RCA Records).

## Biografie

### Dětství
Narodil se roku 1988 a byl pojmenován po slavném rapperovi Rakim z dua Eric B. & Rakim. Když mu bylo dvanáct let jeho otec byl uvězněn za prodej drog. O rok později zastřelili jeho bratra. V té době se rozhodl plně věnovat rapování, o které se zajímal již od svých osmi let. Dle svých slov ho při tvorbě inspirovaly skupiny The Diplomats, Three 6 Mafia, Mobb Deep, Wu-Tang Clan, UGK, Run-D.M.C. a Bone Thugs-n-Harmony. Jako mladistvý vyrůstal jen s matkou, kdy často přespávali v chudinském útulku než se přestěhovali do New Jersey.

### Počátky v hudbě (2007–2010)
Ve svých devatenácti letech vstoupil do skupiny A$AP Mob. V té přijal část svého pseudonymu, a to akronym ASAP, který má význam: "Always Strive and Prosper".

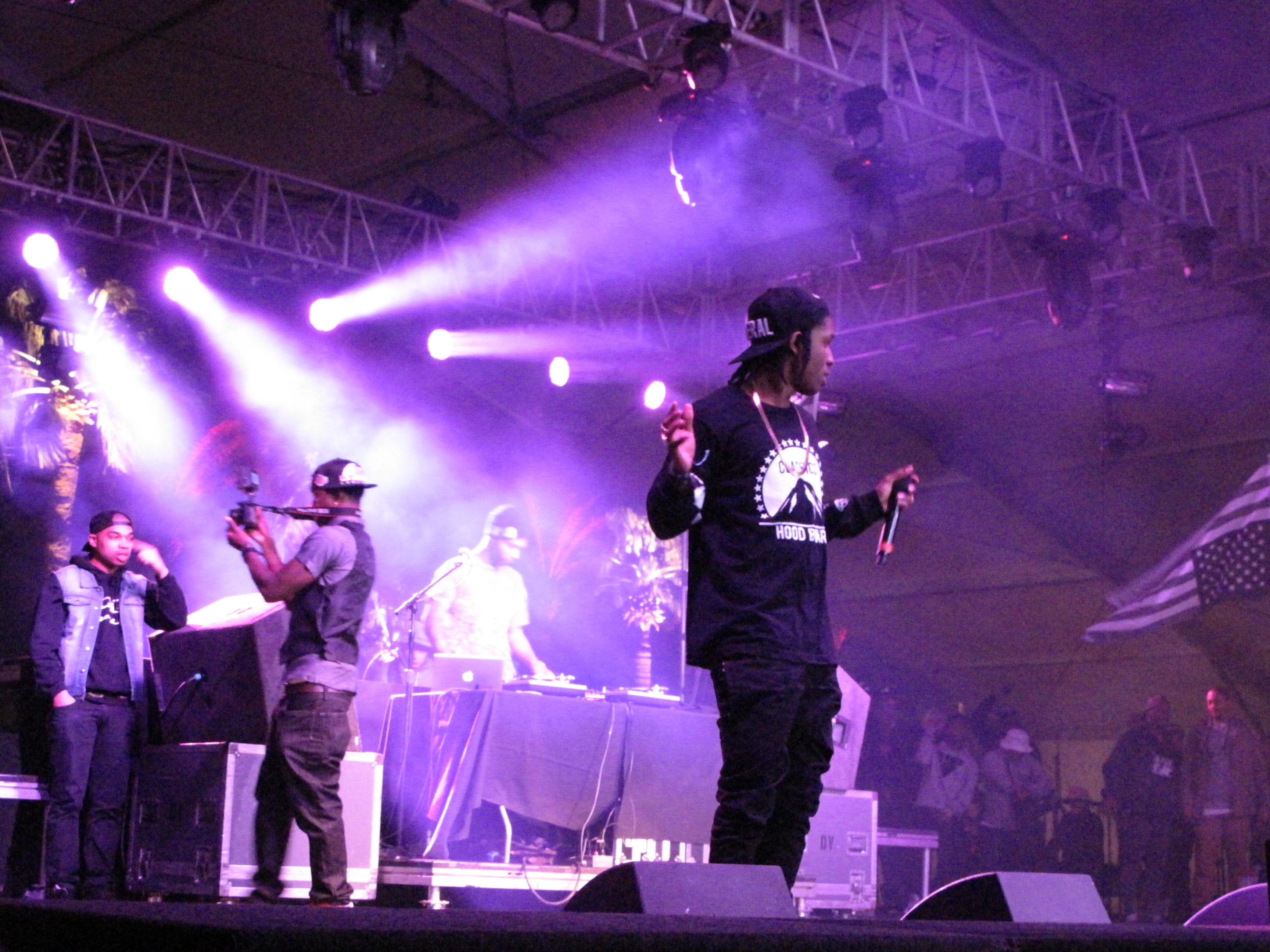
A$AP Rocky na festivalu Coachella (2012).

### Long.Live. ASAP(2011–2013)
V srpnu 2011 vydal svůj první singl "Peso". Pro ni i pro píseň "Purple Swag" natočil videoklipy. Ty ho poté proslavily na internetu a vedly k zisku smlouvy u nahrávací společnosti Polo Grounds Music. V říjnu pak vydal svůj debutový mixtape Live. Love. A$AP.
V roce 2012 byl společně s Kendrickem Lamarem předskokanem na turné Drakea. Svůj televizní debut si odbyl v srpnu 2012, kdy vystupoval v show Late Night with Jimmy Fallon. Tam také předvedl svůj debutový singl "Goldie", který se umístil na 55. příčce amerického žebříčku Hot R&B/Hip-Hop Songs. V říjnu pak vydal svůj velmi úspěšný druhý singl "Fuckin' Problems" (ft. Drake, 2 Chainz a Kendrick Lamar). Tato píseň se vyšplhala na 8. příčku v Billboard Hot 100 a na 2. v Hot R&B/Hip-Hop Songs, zabodovala i v dalších zemích světa. V USA se stala 2x platinovou.
Dne 15. ledna 2013 vydal své debutové album Long. Live. ASAP, které debutovalo na první příčce žebříčku Billboard 200 se 139 000 prodanými kusy v první týden prodeje v USA. První místo obsadilo i v Canadian Albums Chart a sedmé v UK Albums Chart. Po vydání alba se v žebříčku Billboard Hot 100 umístily další dvě písně, ačkoliv nešlo o singly, a to "Wild for the Night" (82. příčka) a "Long Live A$AP" (86. příčka). K červnu 2013 se v USA prodalo 378 000 kusů alba. V březnu 2015 album získalo RIAA certifikaci zlatá deska za 500 000 kusů alba v distribuci. Později díky streamům dosáhlo i na certifikaci platinová deska.

### At. Long. Last. ASAP(2014–2015)
V březnu 2014 oznámil, že začal pracovat na svém druhém albu. V říjnu 2014 vydal první singl s názvem "Multiply". Ten byl v lednu 2015 následován singlem "Lord Pretty Flacko Jodye 2 (LPFJ2)", ani jedna píseň se v žebříčcích neumístila. Na produkci alba se podíleli Juicy J, Danger Mouse a ASAP Yams. Jeho mentor a kolega z uskupení ASAP Mob s pseudonymem ASAP Yams zemřel v lednu 2015, což se ASAP Rockyho velmi dotklo. V březnu 2015 oznámil název alba, a to At. Long. Last. ASAP. Album mělo být vydáno 12. května 2015, ale v průběhu května bylo odloženo na 2. června. Nakonec bylo vydáno 26. května 2015. V první týden prodeje se v USA prodalo 116 731 kusů alba a bylo 25 milionkrát streamováno, tím debutovalo na první příčce žebříčku Billboard 200. Po vydání alba se singl "L$D" umístil na 62. příčce v Billboard Hot 100, a také dřívější singl "Everyday" (ft. Rod Stewart, Miguel a Mark Ronson) (92. příčka). Do žebříčku se dostala i píseň "Electric Body" (ft. Schoolboy Q) (80. příčka). Celkem se v USA prodalo 210 000 kusů alba. V únoru 2016 RIAA změnila pravidla udělování certifikací a nově do celkového prodeje započítávala i audio a video streamy. Díky tomu album získalo certifikaci zlatá deska. Později díky streamům dosáhlo i na certifikaci platinová deska.

### Testing(2018)
V dubnu 2018 vydal singl "ASAP Forever", který sampluje Mobyho hit z roku 2000 "Porcelain". Píseň se umístila na 63. příčce žebříčku Billboard Hot 100 a stala se platinovou. Dalším singlem je píseň "Praise the Lord (Da Shine)" (ft. Skepta) (45. příčka, 2x platinový singl). Album Testing bylo vydáno 25. května 2018 a debutovalo na 4. příčce žebříčku Billboard 200. Album v USA obdrželo certifikaci zlatá deska.
V roce 2019 vydal nový singl "Babushka Boi" (69. příčka).

## Osobní život a další odvětví
Mezi lety 2011 a 2012 se stýkal s australskou rapperkou Iggy Azaleaou. V květnu 2021 oficiálně prohlásil, že je ve vztahu se zpěvačkou Rihannou. V lednu 2022 pár oznámil, že čekají první společné dítě.
Mayers byl pescetariánem. V roce 2012 se stal vegetariánem poté, co zjistil, jaké hrůzy se dějí ve velkochovech drůbeže. V roce 2019 přešel dle svých slov zcela na veganskou stravu.
Od roku 2013 prodává vlastní zboží (merch) labelu A$AP. Na oblečení spolupracoval například s belgickým módním designerem Rafem Simonsem. V roce 2014 podepsal smlouvu s talentovou agenturou William Morris Endeavor, která ho zastupuje.
V roce 2016 zveřejnila americká oděvní značka Guess kolekci oblečení GUE$$, na které Mayers spolupracoval. Jde o vintage kolekci inspirovanou módou 90. let 20. století.

## Diskografie

### Studiová alba
| Rok  | Album                                                                                         | Nejvyšší umístění v hitparádě | Nejvyšší umístění v hitparádě | Nejvyšší umístění v hitparádě | Nejvyšší umístění v hitparádě | Nejvyšší umístění v hitparádě | Nejvyšší umístění v hitparádě | Nejvyšší umístění v hitparádě | Prodej         | Certifikace                               |
| Rok  | Album                                                                                         | US 200                        | US Hip-Hop                    | US Rap                        | AUS                           | CAN                           | NZ                            | UK                            | Prodej         | Certifikace                               |
| ---- | --------------------------------------------------------------------------------------------- | ----------------------------- | ----------------------------- | ----------------------------- | ----------------------------- | ----------------------------- | ----------------------------- | ----------------------------- | -------------- | ----------------------------------------- |
| 2013 | Long. Live. ASAP - Vydáno: 15. ledna 2013 - Vydavatel: ASAP Worldwide, Polo Grounds, RCA      | 1                             | 1                             | 1                             | 7                             | 1                             | 7                             | 7                             | US: 518 000 ks | US: 2x platinová UK: zlatá CAN: zlatá     |
| 2015 | At. Long. Last. ASAP - Vydáno: 26. května 2015 - Vydavatel: A$AP Worldwide, Polo Grounds, RCA | 1                             | 1                             | 1                             | 5                             | 3                             | 6                             | 10                            | US: 215 000 ks | US: platinová UK: stříbrná CAN: platinová |
| 2018 | Testing - Vydáno: 25. května 2018 - Vydavatel: A$AP Worldwide, Polo Grounds, RCA              | 4                             | 3                             | 3                             | 5                             | 3                             | 4                             | 11                            | US: 13 000 ks  | US: zlatá CAN: zlatá                      |

### Mixtapy
- 2011 – Live. Love. ASAP

### Úspěšné singly
- 2012 – "Fuckin' Problems" (ft. Drake, 2 Chainz a Kendrick Lamar)
- 2012 – "Wild For the Night" (ft. Skrillex a Birdy Nam Nam)
- 2015 – "Everyday" (ft. Rod Stewart, Miguel a Mark Ronson)
- 2015 – "L$D"
- 2018 – "ASAP Forever" (ft. Moby)
- 2018 – "Praise the Lord (Da Shine)" (ft. Skepta)
- 2019 – "Babushka Boi"